# Thyridanthrax alphonsi
Thyridanthrax alphonsi är en tvåvingeart som beskrevs av Terron och Freddy Bravo 2000. Thyridanthrax alphonsi ingår i släktet Thyridanthrax och familjen svävflugor.
Artens utbredningsområde är Portugal. Inga underarter finns listade i Catalogue of Life.